# Mucià Escolàstic
Mucià Escolàstic (Mutianus o Mucianus Scholasticus) fou un eclesiàstic que va viure a la meitat del segle v i va traduir al llatí 34 homilies de Sant Joan Crisòstom relacionades amb la Carta als Hebreus d'autoria incerta però atribuïda a Pau de Tars. La traducció de les homilies encara es conserva.
També va traduir una obra de música de Gaudenci. Cassiodor en parla com un vir disertissimus, un home que ha llegit molt.